# Hammam Dhalaa
Hammam Dhalaa è un comune dell'Algeria, situato nella provincia di M'Sila.